# Ladon (Mythologie)

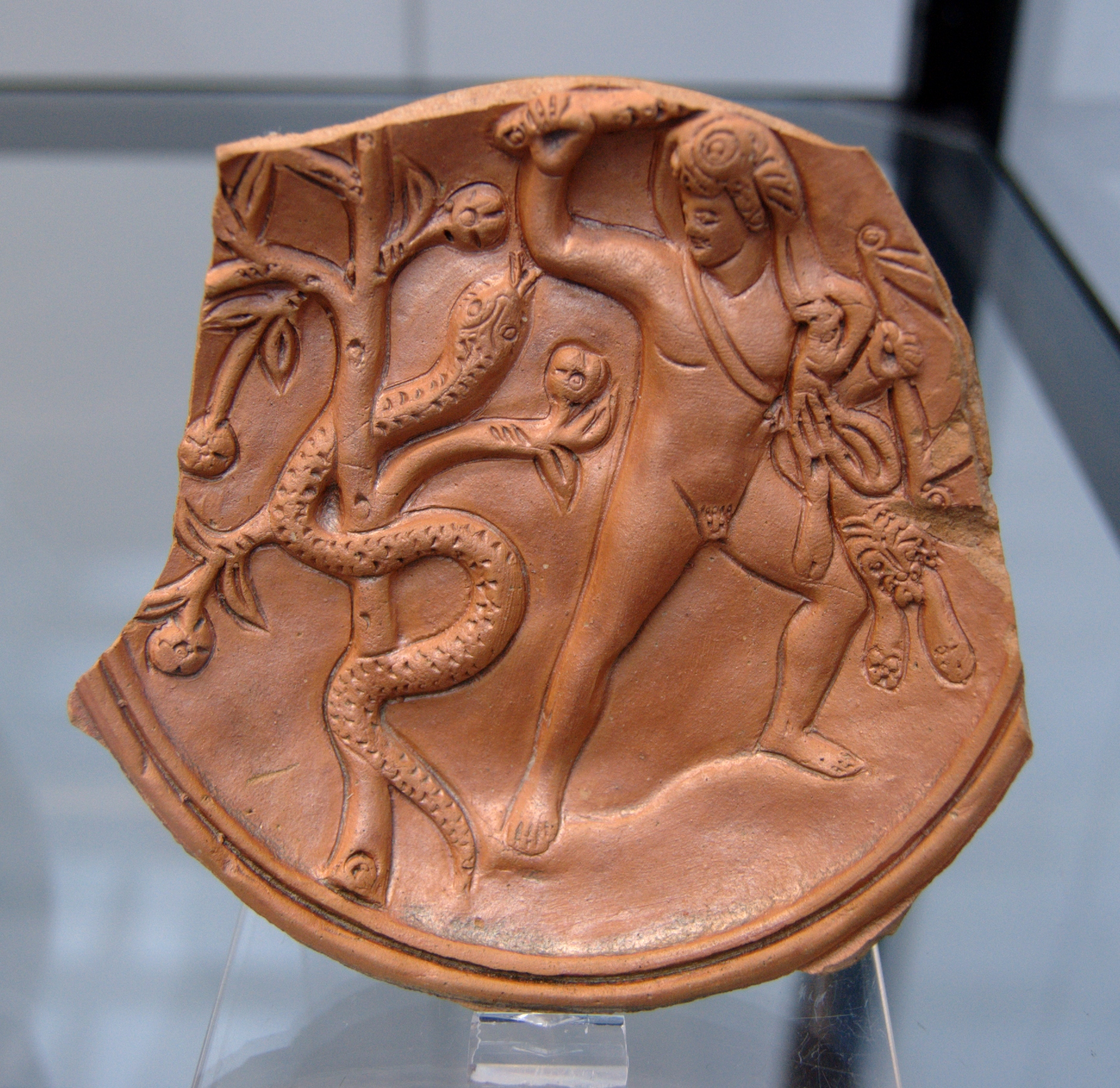
Herakles und Ladon, spätrömischer Reliefteller, Staatliche Antikensammlungen, München (SL89)

Ladon (altgriechisch Λάδων Ládōn) ist in der griechischen Mythologie ein mehrköpfiger Drache, der auf Befehl der Hera die Goldenen Äpfel der Hesperiden bewacht.
Er hat hundert Köpfe und spricht in ebenso vielen Stimmen. Er schläft nie, wird jedoch von Herakles bezwungen, als dieser die Äpfel der Hesperiden holen muss. Hier gibt es unterschiedliche Versionen: Ladon wird von Herakles erschlagen, gibt die Äpfel freiwillig her oder ist diesem – oder Atlas – behilflich, die Äpfel zu erringen. Als Sternbild Drache wurde er schließlich von Zeus an den Himmel versetzt.
Seine Eltern sind Phorkys und Keto oder Typhon und Echidna. Im ersten Fall ist er der Bruder der Echidna, der Gorgonen und der Graien.
Im dritten oder vierten Schatzhaus in Olympia befand sich ein Zedernholzrelief, das Herakles, den Apfelbaum und Ladon, der sich um den Stamm ringelt, zeigte. Es war ein Werk des Theokles, des Sohnes des Hegylos.
Nach Karl Kerényi wird Ladon öfter als Schlange denn als Drache erwähnt. Drachen sind in der griechischen Mythologie selten und werden meist als Schlangen dargestellt.